# Grand Prix Włoch 1964
Grand Prix Włoch 1964 (oryg. Gran Premio d'Italia) – 8. runda Mistrzostw Świata Formuły 1 w sezonie 1964, która odbyła się 6 września 1964, po raz 15. na torze Monza.
35. Grand Prix Włoch, 15. zaliczane do Mistrzostw Świata Formuły 1.

## Wyniki

### Kwalifikacje
Źródło: statsf1.com
| P                       | Nr | Kierowca               | Konstruktor(-silnik) | Opony | Czas   | Odstęp | Strata | Poz.s. |
| ----------------------- | -- | ---------------------- | -------------------- | ----- | ------ | ------ | ------ | ------ |
| 1                       | 2  | John Surtees           | Ferrari              | D     | 1:37,4 | –      | –      | 1      |
| 2                       | 16 | Dan Gurney             | Brabham-Climax       | D     | 1:38,2 | +0,8   | +0,8   | 2      |
| 3                       | 18 | Graham Hill            | BRM                  | D     | 1:38,7 | +0,5   | +1,3   | 3      |
| 4                       | 8  | Jim Clark              | Lotus-Climax         | D     | 1:39,1 | +0,4   | +1,7   | 4      |
| 5                       | 26 | Bruce McLaren          | Cooper-Climax        | D     | 1:39,4 | +0,3   | +2,0   | 5      |
| 6                       | 12 | Jo Siffert             | Brabham-BRM          | D     | 1:39,7 | +0,3   | +2,3   | 6      |
| 7                       | 4  | Lorenzo Bandini        | Ferrari              | D     | 1:39,8 | +0,1   | +2,4   | 7      |
| 8                       | 10 | Mike Spence            | Lotus-Climax         | D     | 1:40,3 | +0,5   | +2,9   | 8      |
| 9                       | 20 | Richie Ginther         | BRM                  | D     | 1:40,4 | +0,1   | +3,0   | 9      |
| 10                      | 28 | Ronnie Bucknum         | Honda                | D     | 1:40,4 | +0,0   | +3,0   | 10     |
| 11                      | 14 | Jack Brabham           | Brabham-Climax       | D     | 1:40,8 | +0,4   | +3,4   | 11     |
| 12                      | 34 | Jo Bonnier             | Brabham-Climax       | D     | 1:41,0 | +0,2   | +3,6   | 12     |
| 13                      | 46 | Innes Ireland          | BRP-BRM              | D     | 1:41,0 | +0,0   | +3,6   | 13     |
| 14                      | 22 | Bob Anderson           | Brabham-Climax       | D     | 1:41,3 | +0,3   | +3,9   | 14     |
| 15                      | 30 | Giancarlo Baghetti     | BRM                  | D     | 1:41,4 | +0,1   | +4,0   | 15     |
| 16                      | 6  | Ludovico Scarfiotti    | Ferrari              | D     | 1:41,6 | +0,2   | +4,2   | 16     |
| 17                      | 40 | Mike Hailwood          | Lotus-BRM            | D     | 1:41,6 | +0,0   | +4,2   | 17     |
| 18                      | 38 | Peter Revson           | Lotus-BRM            | D     | 1:42,0 | +0,4   | +4,6   | 18     |
| 19                      | 50 | Mário de Araújo Cabral | ATS                  | G     | 1:42,6 | +0,6   | +5,2   | 19     |
| 20                      | 60 | Jean-Claude Rudaz      | Cooper-Climax        | D     | 1:43,0 | +0,4   | +5,6   | NW     |
| 21                      | 48 | Maurice Trintignant    | BRM                  | D     | 1:43,3 | +0,3   | +5,9   | 20     |
| Nie zakwalifikowali się |    |                        |                      |       |        |        |        |        |
| 22                      | 44 | Trevor Taylor          | BRP-BRM              | D     | 1:43,8 | +0,5   | +6,4   | —      |
| 23                      | 36 | Geki                   | Brabham-BRM          | D     | 1:44,1 | +0,3   | +6,7   | —      |
| 24                      | 24 | John Love              | Cooper-Climax        | D     | 1:48,5 | +4,4   | +11,1  | —      |
| 25                      | 56 | Ian Raby               | Brabham-BRM          | D     | 1:52,2 | +3,7   | +14,8  | —      |
| P                       | Nr | Kierowca               | Konstruktor(-silnik) | Opony | Czas   | Odstęp | Strata | Poz.s. |

### Wyścig
Źródła: statsf1.com
| P                                                     | + / –     | Nr | Kierowca               | Konstruktor     | Opony | Okr. | Czas / Strata | Komentarz                |
| ----------------------------------------------------- | --------- | -- | ---------------------- | --------------- | ----- | ---- | ------------- | ------------------------ |
| 1                                                     | Bez zmian | 2  | John Surtees           | Ferrari         | D     | 78   | 2:10:51,8     |                          |
| 2                                                     | 3         | 26 | Bruce McLaren          | Cooper-Climax   | D     | 78   | +1:06,0       |                          |
| 3                                                     | 4         | 4  | Lorenzo Bandini        | Ferrari         | D     | 77   | +1 okr.       |                          |
| 4                                                     | 5         | 20 | Richie Ginther         | BRM             | D     | 77   | +1 okr.       |                          |
| 5                                                     | 8         | 46 | Innes Ireland          | BRP-BRM         | D     | 77   | +1 okr.       |                          |
| 6                                                     | 2         | 10 | Mike Spence            | Lotus-Climax    | D     | 77   | +1 okr.       |                          |
| 7                                                     | 1         | 12 | Jo Siffert             | Brabham-BRM     | D     | 77   | +1 okr.       |                          |
| 8                                                     | 7         | 30 | Giancarlo Baghetti     | BRM             | D     | 77   | +1 okr.       |                          |
| 9                                                     | 7         | 6  | Ludovico Scarfiotti    | Ferrari         | D     | 77   | +1 okr.       |                          |
| 10                                                    | 8         | 16 | Dan Gurney             | Brabham-Climax  | D     | 75   | +3 okr.       |                          |
| 11                                                    | 3         | 22 | Bob Anderson           | Brabham-Climax  | D     | 75   | +3 okr.       |                          |
| 12                                                    | Bez zmian | 34 | Jo Bonnier             | Brabham-Climax  | D     | 74   | +4 okr.       |                          |
| 13                                                    | 5         | 38 | Peter Revson           | Lotus-BRM       | D     | 72   | +6 okr.       |                          |
| 14                                                    | 3         | 14 | Jack Brabham           | Brabham-Climax  | D     | 59   | +19 okr.      | korbowód                 |
| Niesklasyfikowani                                     |           |    |                        |                 |       |      |               |                          |
|                                                       |           | 8  | Jim Clark              | Lotus-Climax    | D     | 28   | +50 okr.      | silnik                   |
|                                                       |           | 50 | Mário de Araújo Cabral | ATS             | G     | 25   | +53 okr.      | zapłon                   |
|                                                       |           | 48 | Maurice Trintignant    | BRM             | D     | 22   | +56 okr.      | wytrysk                  |
|                                                       |           | 28 | Ronnie Bucknum         | Honda           | D     | 13   | +65 okr.      | hamulce                  |
|                                                       |           | 40 | Mike Hailwood          | Lotus-BRM       | D     | 5    | +73 okr.      | wał rozrządczy           |
|                                                       |           | 18 | Graham Hill            | BRM             | D     | 0    | +78 okr.      | sprzęgło                 |
| Niezakwalifikowani                                    |           |    |                        |                 |       |      |               |                          |
|                                                       |           | 44 | Trevor Taylor          | BRP-BRM         | D     | 0    |               | nie zakwalifikował się   |
|                                                       |           | 36 | Geki                   | Brabham-BRM     | D     | 0    |               | nie zakwalifikował się   |
|                                                       |           | 24 | John Love              | Cooper-Climax   | D     | 0    |               | nie zakwalifikował się   |
|                                                       |           | 56 | Ian Raby               | Brabham-BRM     | D     | 0    |               | nie zakwalifikował się   |
| Nie wystartowali / niedopuszczeni do ponownego startu |           |    |                        |                 |       |      |               |                          |
|                                                       |           | 60 | Jean-Claude Rudaz      | Cooper-Climax   | D     | 0    |               | silnik                   |
|                                                       |           | 32 | Tony Maggs             | BRM             | D     | 0    |               | silnik                   |
|                                                       |           | 42 | Chris Amon             | Lotus-BRM       | D     | 0    |               | brak sprawnego samochodu |
|                                                       |           | 52 | Brian Gubby            | Lotus-Climax    | D     | 0    |               | nie przybył              |
|                                                       |           | 54 | André Pilette          | Scirocco-Climax | D     | 0    |               | nie przybył              |
|                                                       |           | 58 | John Taylor            | Cooper-Climax   | D     | 0    |               | nie przybył              |
| P                                                     | + / –     | Nr | Kierowca               | Konstruktor     | Opony | Okr. | Czas / Strata | Komentarz                |

### Najszybsze okrążenie
Źródło: statsf1.com
| Nr | Kierowca     | Konstruktor | Czas   | Okr. |
| -- | ------------ | ----------- | ------ | ---- |
| 2  | John Surtees | Ferrari     | 1:38,8 | 63   |

### Prowadzenie w wyścigu
Źródło: statsf1.com
| Nr                              | Kierowca     | Konstruktor    | Okrążenia                                                                        | Suma |
| ------------------------------- | ------------ | -------------- | -------------------------------------------------------------------------------- | ---- |
| 2                               | John Surtees | Ferrari        | 2-5, 8-9, 11, 15, 17-21, 23-24, 27-28, 30-31, 33-36, 39-44, 46, 49, 53-54, 56-78 | 56   |
| 16                              | Dan Gurney   | Brabham-Climax | 1, 6-7, 10, 12-14, 16, 22, 25-26, 29, 32, 37-38, 45, 47-48, 50-52, 55            | 22   |
| \| Wykres \| \| ------ \| \| \| |              |                |                                                                                  |      |
| Wykres                          |              |                |                                                                                  |      |
|                                 |              |                |                                                                                  |      |

## Klasyfikacja po wyścigu
Pierwsza szóstka otrzymywała punkty według klucza 9-6-4-3-2-1. Liczone było tylko 6 najlepszych wyścigów danego kierowcy.
Uwzględniono tylko kierowców, którzy zdobyli jakiekolwiek punkty
| P  | +/− | Kierowca            | Starty | Punkty | P1 | P2 | P3 | PP | NO | NS |
| -- | --- | ------------------- | ------ | ------ | -- | -- | -- | -- | -- | -- |
| 1  | 0   | Graham Hill         | 8      | 32     | 1  | 3  | –  | 1  | 1  | 2  |
| 2  | 0   | Jim Clark           | 8      | 30     | 3  | –  | –  | 3  | 2  | 4  |
| 3  | 0   | John Surtees        | 8      | 28     | 2  | 1  | 1  | 2  | 2  | 4  |
| 4  | 0   | Richie Ginther      | 8      | 20     | –  | 2  | –  | –  | –  | –  |
| 5  | 0   | Lorenzo Bandini     | 8      | 19     | 1  | –  | 2  | –  | –  | 2  |
| 6  | +3  | Bruce McLaren       | 8      | 13     | –  | 2  | –  | –  | –  | 4  |
| 7  | −1  | Jack Brabham        | 8      | 11     | –  | –  | 2  | –  | 1  | 2  |
| 8  | −1  | Peter Arundell      | 4      | 11     | –  | –  | 2  | –  | –  | –  |
| 9  | −1  | Dan Gurney          | 8      | 10     | 1  | –  | –  | 2  | 2  | 3  |
| 10 | 0   | Bob Anderson        | 7      | 5      | –  | –  | 1  | –  | –  | 1  |
| 11 | 0   | Tony Maggs          | 5      | 4      | –  | –  | –  | –  | –  | 1  |
| 12 | +2  | Innes Ireland       | 5      | 4      | –  | –  | –  | –  | –  | 1  |
| 13 | −1  | Jo Siffert          | 8      | 3      | –  | –  | –  | –  | –  | 3  |
| 14 | −1  | Jo Bonnier          | 7      | 3      | –  | –  | –  | –  | –  | 3  |
| 15 | 0   | Chris Amon          | 7      | 2      | –  | –  | –  | –  | –  | 3  |
| 16 | 0   | Maurice Trintignant | 5      | 2      | –  | –  | –  | –  | –  | 2  |
| 17 | 0   | Phil Hill           | 7      | 1      | –  | –  | –  | –  | –  | 3  |
| 18 | 0   | Mike Hailwood       | 8      | 1      | –  | –  | –  | –  | –  | 3  |
| 19 | N   | Mike Spence         | 4      | 1      | –  | –  | –  | –  | –  | 1  |
| P  | +/− | Kierowca            | Starty | Punkty | P1 | P2 | P3 | PP | NO | NS |

### Konstruktorzy
Tylko jeden, najwyżej uplasowany kierowca danego konstruktora, zdobywał dla niego punkty. Również do klasyfikacji zaliczano 6 najlepszych wyników.
| P                 | +/− | Konstruktor     | Starty | Punkty  | P1 | P2 | P3 | PP | NO | NS |
| ----------------- | --- | --------------- | ------ | ------- | -- | -- | -- | -- | -- | -- |
| 1                 | +2  | Ferrari         | 17     | 37      | 3  | 1  | 3  | 2  | 2  | 6  |
| 2                 | −1  | BRM             | 29     | 36 (42) | 1  | 5  | –  | 1  | 1  | 6  |
| 3                 | −1  | Lotus-Climax    | 17     | 35      | 3  | –  | 2  | 3  | 2  | 5  |
| 4                 | 0   | Brabham-Climax  | 25     | 21      | 1  | –  | 3  | 2  | 3  | 6  |
| 5                 | 0   | Cooper-Climax   | 17     | 16      | –  | 2  | –  | –  | –  | 8  |
| 6                 | +2  | BRP-BRM         | 9      | 4       | –  | –  | –  | –  | –  | 4  |
| 7                 | −1  | Brabham-BRM     | 13     | 3       | –  | –  | –  | –  | –  | 8  |
| 8                 | −1  | Lotus-BRM       | 19     | 3       | –  | –  | –  | –  | –  | 9  |
| Niesklasyfikowani |     |                 |        |         |    |    |    |    |    |    |
|                   |     | Honda           | 2      | 0       | –  | –  | –  | –  | –  | 1  |
|                   |     | Cooper-Ford     | 1      | 0       | –  | –  | –  | –  | –  | –  |
|                   |     | Brabham-Ford    | 1      | 0       | –  | –  | –  | –  | –  | 1  |
|                   |     | Porsche         | 1      | 0       | –  | –  | –  | –  | –  | 1  |
|                   |     | Scirocco-Climax | 1      | 0       | –  | –  | –  | –  | –  | 1  |
|                   |     | ATS             | 1      | 0       | –  | –  | –  | –  | –  | 1  |
| P                 | +/− | Kierowca        | Starty | Punkty  | P1 | P2 | P3 | PP | NO | NS |